# Rhyacophila tsusimaensis
Rhyacophila tsusimaensis là một loài Trichoptera trong họ Rhyacophilidae. Chúng phân bố ở miền Cổ bắc.